# Juanita Larrauri
Juana Larrauri de Abramí, más conocida como Juanita Larrauri (ciudad de Buenos Aires, 12 de marzo de 1910 - ibídem, 21 de febrero de 1990) fue una dirigente política peronista y cantora de tango argentina. Fue elegida dos veces senadora nacional y, en su último mandato, derrocada por un golpe de Estado. Entre los temas musicales interpretados por Juanita Larrauri se destacan Mamá... ¡yo quiero un novio! y Evita capitana.

## Biografía
Nació en el barrio de Floresta de la Ciudad de Buenos Aires, el 12 de marzo de 1910. Debutó como cantora de tango en 1931. Con el surgimiento del peronismo en la década de 1940, postergó su carrera artística en favor de la actividad política. En 1949, se casó con el pianista y director de orquesta Francisco Rotundo. Falleció en Buenos Aires el 21 de febrero de 1990, a los 79 años de edad.

### Carrera artística
Se inicia en 1931 cantando en LR3 Radio Nacional (luego renombrada como Radio Belgrano). Desde entonces, comienza a realizar presentaciones radiales de manera habitual. En 1936 se consagra como cantante popular de Radio del Pueblo y graba su primer disco para el sello Odeón, interpretando el tango Castigo, de Juan Canaro y Luis Rubistein, y el vals Sueño fue, de Juan Canaro y Jesús Fernández Blanco.
Su carrera artística llegó a una pausa al llegar el peronismo al poder, en la década de 1940, pero aun así se destacó al ser la intérprete en 1952, de la canción Evita capitana -himno femenino del peronismo[cita requerida]- de Rodolfo Sciamarella. En 1972, grabó un álbum titulado Canto para mi pueblo, que recoge la mayoría de sus éxitos.
Es autora del tango La piba de mano a mano, junto con Tití Rossi.

### Actividad política
Con el surgimiento del peronismo entre 1943-1945 y el triunfo de Juan D. Perón en las elecciones presidenciales de 1946, Larrauri adhirió al justicialismo y dedicó sus esfuerzos a la actividad política, integrando el grupo de mujeres que, lideradas por Eva Perón, impulsaron la sanción de la ley del voto femenino, aprobada finalmente en 1947 por ley 13.010.
Más tarde, formó parte de la conducción nacional del Partido Peronista Femenino, presidido por Eva Perón en Entre Ríos, junto con Águeda Barro, Dora Gaeta, María Rosa Calviño, Amparo Pérez y Delia Parodi.
En las elecciones de 1951, Larrauri fue elegida senadora nacional por la provincia de Entre Ríos, formando parte del primer grupo de senadoras que ingresó al Congreso de la Nación Argentina. Su mandato fue de tres años (1952-1955), por la entrada en vigencia de la reforma constitucional argentina de 1949 que establecía que los senadores duraban seis años y eran reelegibles; pero que la Cámara Alta se renovaría por mitad cada tres años, decidiéndose a través de un sorteo quiénes debían finalizar su mandato en el primer trienio.
En 1951, también cantó el tema "Evita Capitana", que fue adoptado como el himno femenino peronista. El tema fue originalmente grabado con el acompañamiento de la Orquesta de la A.P.O., dirigida por Domingo Marafiotti, y el Coro de la Sociedad, dirigido por Héctor Artola. En 1952, fue designada presidente de la Comisión para el Monumento a Eva Perón creada por la Ley 14.124.
Luego de ocupar el cargo de senadora por tres años, Larrauri fue nuevamente electa y en abril de 1955 asumió su segundo mandato, pero fue derrocada junto todos los representantes democráticos por el golpe de Estado del 16 de septiembre de 1955 y encarcelada por el gobierno de facto de Pedro Eugenio Aramburu.
Durante el período de proscripción del peronismo, entre 1955 y 1972, se convirtió en una de las principales dirigentes de la rama femenina del movimiento conocido como la "Resistencia Peronista". Cuando el Partido Justicialista volvió a ser legalizado en 1972, integró el Consejo Superior del mismo, en representación de la Rama Femenina del movimiento. En el seno del mismo adoptó una posición contraria a la conducción de Jorge Daniel Paladino. En 1972 integró la delegación que acompañó a Juan D. Perón en su regreso a la Argentina.
En distinta bibliografía histórica, se sostiene que en 1973 Juanita volvió a ser electa senadora nacional. Sin embargo, otras fuentes afirman que esto no fue así, ya que ese dato no figura en el libro de matrícula del Senado de la Nación, a diferencia de sus mandatos de 1952 y 1955.

## Discografía
- Canto para mi pueblo, 1972.